# Anaxícrates
Anaxícrates (en llatí Anaxicrates, en grec antic Ἀναξικράτης) fou un escriptor grec de data incerta. Va escriure una obra sobre l'Argòlida que es va comparar amb una obra del mateix tema escrita per Clidem.